# أكوسينا مورا
أكوسينا مورا هي ممثلة إكوادورية، ولدت في 21 أكتوبر 1945 في Milagro Canton ‏ في الإكوادور.